# 姚體信
姚體信（1530年—？），字汝達，又字汝中，號華陸，浙江嘉興府平湖縣人，嘉興縣竈籍，明朝政治人物。

## 生平
嘉靖三十四年（1555年）乙卯科浙江鄉試第八十六名。嘉靖三十五年（1556年），聯登丙辰科会试六十六名，二甲第六十七名進士。礼部观政，授工部主事，四十三年升员外、郎中，隆慶二年升河南南阳府知府，復除江西广信府知府，萬曆四年（1576年）七月升福建副使，七年八月升官至河南左参政，八年正月考察以不謹閑住。

## 家族
曾祖姚璋，贈工部主事；祖父姚井，散官；父姚籌，監生贈工部主事。母陸氏，封太安人。兄一阳、一化、體道，俱生员；弟體化、體儒、體仁、體德、體温、一贯，俱生员；體倫、體俊、體傑、體伊、體謙、體訓、體易、體立。